# Боривој Грујић
Боривоје (Боривој) Грујић (Крушевац, 10. јун 1904 — Кикинда, 13. новембар 1983.) био је српски сликар, графичар и ликовни педагог.  

## Биографија
Боривоје Грујић је студирао на Академији у Минхену од 1932. до 1937. Био је члан групе Десеторица, којој су припадали, између осталих и Даница Антић, Никола Граовац, Цуца Сокић, Алекса Челебоновић, Богдан Шупут. Грујћ учествује на изложбама Десеторице 1940. у Београду и Загребу. Својим ликовним усавршавањем у Немачкој представљао је изоловану појаву у групи Десеторица чији су чланови учили сликарство у Уметничкој школи или код Јована Бијелића.
Због отпора владајућој идеологији социјалистичког реализма, Грујић се после II светског рата приближио младим сликарима прве послератне генерације уметника и кругу Задарске групе, којој су припадали, између осталих, Мића Поповић, Коса Бокшан, Иван Табаковић, Петар Омчикус, Бата Михаиловић. У Задарској групи је Грујићева појава, сликарско, али и музичко образовање, представљало континуитет с међуратном српском уметношћу којој је група тежила.
Грујић је сликао углавном пејзаже у духу умереног поетизованог експресионизма, са осећајем за простор и сликарску материју. Самостално је излагао 1957. у Београду.
Његова малобројна сачувана дела налазе се у Музеју града Београда и Галерији Матице српске у Новом Саду.